# Eyad El-Sarraj
Eyad El-Sarraj (arabisch إياد السراج, DMG Iyād as-Sarrāǧ; * 27. April 1944 in Beersheba; † 17. Dezember 2013 in Jerusalem) war ein palästinensischer Psychiater und Politiker.

## Herkunft und Ausbildung
Eyad El-Sarraj wurde 1944 in Beersheba, damals im britischen Völkerbundsmandatsgebiet für Palästina gelegen, in eine arabisch-muslimische Familie geboren, die 1948 als Flüchtlinge in den Gazastreifen gekommen waren.
El-Sarraj studierte und absolvierte seine Facharztausbildung in Ägypten und Großbritannien.

## Karriere
Obwohl er die britische Staatsbürgerschaft besaß, begann er in den 1980er Jahren, im Gazastreifen zu praktizieren, und war vermutlich der erste dort tätige Psychiater. Im Jahr 1990 gründete er das Gaza Community Mental Health Programme – eine Nichtregierungsorganisation, die einer durch die erste Intifada (1987 bis 1993) traumatisierten Gesellschaft ohne Gesprächskultur klinische Unterstützung anbieten möchte.

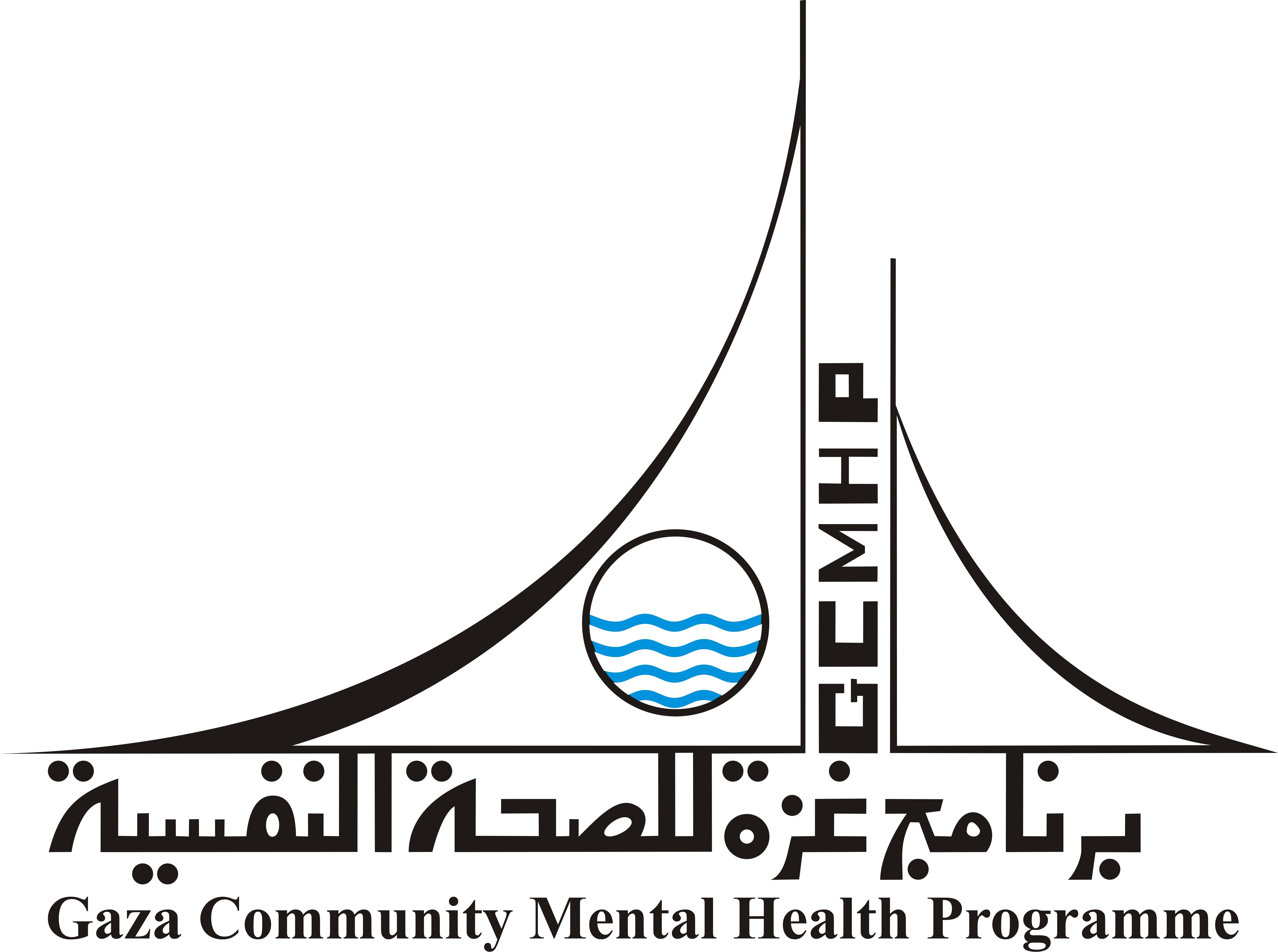
„Gaza Community Mental Health Programme“

Sarraj schrieb 1997 ein Essay mit dem Titel Why We Have Become Suicide Bombers: Understanding Palestinian Terror (dt.: Warum wir zu Selbstmordattentätern wurden: Den palästinensischen Terror verstehen), in dem er verschiedene Faktoren herausarbeitete, darunter als wichtigsten, unter israelischer Okkupation leben zu müssen. Er beschrieb, wie dies unter anderem bedeutet, mit Reisebeschränkungen leben zu müssen, eine ungeklärte Nationalität zu haben, unter Druck gesetzt zu werden, die eigene Familie auszuspähen, sich mit ständigen Kontrollen herumschlagen zu müssen, persönlich herabgewürdigt zu werden und zu erleben, wie auch religiöse Gefühle beleidigt würden.
Sarraj war besorgt über die „psychischen Schäden, die durch politische Unterdrückung verursacht werden“, und wandte sich dabei gegen israelische wie palästinensische Übergriffe, da er sowohl von Israel als auch von der Palästinensischen Autonomiebehörde unter Jassir Arafat inhaftiert worden war.
Am 29. Juni 2009 trat El-Sarraj als Experte vor der Fact Finding Mission der Vereinten Nationen zum Gaza-Israel-Konflikt auf, die anschließend den Goldstone-Bericht veröffentlichte. Er berichtete von dem von ihm 1990 gegründeten Gaza Community Mental Health Programme und gab an, dass 20 % der Kinder in Gaza an einer posttraumatischen Belastungsstörung (PTBS) litten.

## Sonstige Aufgaben
El-Sarraj begleitete die palästinensische Delegation als Berater bei den Friedensgesprächen 2000 in Camp David.
Er suchte Kontakt zu israelischen Friedensinitiativen wie z. B. Gusch Schalom und organisierte auch gemeinsame Aktionen.
Bei den (bis heute letzten) palästinensischen Parlamentswahlen von 2006 führte er die Kandidatenliste der linksgerichteten National Democratic Action Society – Wa'ad an.
El-Sarraj war Präsident des Fachverbands Israeli-Palestinian Peace International und war Mitglied vieler Gesundheitsorganisationen.

## Privates
Bei El-Sarraj wurde 2006 ein Multiples Myelom diagnostiziert. Er erhielt eine Stammzelltransplantation. Nach einem Rezidiv 2013 wurde er im israelischen Hadassah Medical Center behandelt, wo er am 18. Dezember 2013 starb. El-Sarraj war mit Nirmeen Kharma verheiratet, mit der er einen Sohn hatte. Auch aus seiner ersten Ehe hatte er zwei Söhne.

## Zitate
„Ich liebe meine Leute, ich liebe meine Heimat, und ich fühle eine Art Verantwortung, den Menschen hier zu helfen. Was bin ich, wenn ich in England lebe und Psychiatrie betreibe? Dort gibt es fünftausend, zehntausend Psychiaterinnen und Psychiater. Hier kann ich nicht nur meinem eigenen Volk helfen, sondern der Menschheit, die Hilfe braucht. Das ist es, was mich zurückgebracht hat und was mich hier halten wird.“

„Die inneren psychologischen Schichten der Palästinenser drehen sich um ein einziges Thema: die Entwurzelung und Zerstörung ihrer Häuser im Jahr 1948. Was die Israelis tun, indem sie jeden Tag all diese Häuser zerstören, lässt die Palästinenser das Trauma wiedererleben, das sehr tief in unserem Bewusstsein und in unserem Unbewussten verankert ist. Das Zuhause ist für jeden Menschen auf der Welt eine sehr wichtige Basis der Sicherheit, und für die Palästinenser, die ihr Zuhause einmal und manchmal sogar mehrmals verloren haben, ist es der wichtigste Punkt in der Struktur der Psychologie.“

## Auszeichnungen und Rezeption
- 1998 Martin Ennals Award
- 2010 Olof-Palme-Preis für seinen „aufopferungsvollen und unermüdlichen Kampf für gesunden Menschenverstand, Versöhnung und Frieden zwischen Palästina und Israel“
- 1997 Physicians for Human Rights Award[14]
- Porträt in Army of Roses von Barbara Victor, einem Buch über eine palästinensische Suizidattentäterin von 2005, ISBN 979-433-391-3